# Endasys melanistus
Endasys melanistus là một loài tò vò trong họ Ichneumonidae.